# オールド・バンク・オブ・イングランド
オールド・バンク・オブ・イングランド(The Old Bank of England)は、ロンドン市とウェストミンスター市の境界のフリート街194にあるパブである。

## 概要
建物は、1886年にアーサー・ブロムフィールド卿によって角地に建てられた壮大なイタリア風の建築である。内部には3つの大きなシャンデリアがあり、漆喰の天井がある。建物はグレードⅡにランクされている 。
この建物は、1888年から1975年までイングランド銀行の法務部門によって使用されていたが、その後改装され、1994年に現在使用されているようなものになった。パブの下の金庫室には、かつて金の地金が保存されていた言われている。一時期、王冠の宝石もここに保管されていたとも言われる。
パブは、19世紀中頃の様々なイギリスの怪奇小説に登場する架空の連続殺人者であり、理髪師のスウィーニー・トッドが理髪店を構えていた言われている場所の近くにある。
パブは現在、マクマレン醸造所によって運営されている。